# 鄭桜桃
鄭 桜桃（てい おうとう、? - 349年）は、後趙の武帝石虎の最初の皇后（天王后）。後世の史書では美少年とされる事もある。

## 生涯
もともとは西晋の冗従僕射鄭世達の家に仕える妓女であった。容貌は美しかったが、同時に嫉妬深い性格であったという。
経緯は不明だが、石勒（後の後趙皇帝）の勢力下に落ち、その娼妓となった。
ある時、石勒の従子である石虎は数多いる妓女の中から鄭桜桃を見初め、石勒の母である王氏へ彼女の事を賛嘆すると、王氏は石虎が彼女を娶る事を許した。こうして鄭桜桃は石虎に嫁ぐと、甚だその寵遇を受け、石邃・石遵の二子を生んだ。
312年頃、石虎が中山を攻略した際、石勒は征北将軍郭栄の妹を石虎の妻として与えた。両者の間に子は出来なかったが、彼らは互いに敬待し合っていた。だが、鄭桜桃は嫉妬心から彼女を讒言し、遂に死に追いやった。
その後、石虎は清河出身の崔氏の娘を妻として迎えた。鄭桜桃が男子を生むと、崔氏はこれを自らの子として養育したいと求めたが、鄭桜桃は許さなかった。その後、一月ほどで子が病死してしまうと、鄭桜桃は崔氏のことを讒言して「崔は多くの胡人の奴僕を養っていると言っておりました」と、石虎へ告げた。この時、石虎は庭中で胡床に座っていたが、これを聞くと激怒して弓矢を求めた。崔氏は石虎が自分を殺そうとしていると知ると、裸足のままで進み出て「公（石虎）は罪なきものを殺そうとしております。どうか妾（私）の言を聴き入れて下さいますよう」と請うたが、石虎は聞きいれずに「座に戻るように。これは卿の預かり知ることではない」と告げた。崔氏は走って逃げようとしたが、石虎が背後から矢を放ち、腰に当たって死亡したという。
333年8月、石虎が魏王に封じられると、鄭桜桃は魏王后に立てられ、子の石邃は魏王太子に立てられた。
337年1月、石虎が天王位に即くと、鄭桜桃は天王后に立てられ、石邃は天王太子に立てられた。7月、石邃が河間公石宣を殺そうと目論んでいたので、鄭桜桃は石邃を諭そうとして中人を派遣したが、石邃は怒ってその中人を殺した。やがて石邃が石虎の怒りを買って誅殺されると、鄭桜桃は廃位されて東海太妃とされた。
349年4月、石虎が崩御すると皇太子石世が後を継いだ。5月、鄭桜桃の子である石遵が石世を廃して帝位を簒奪すると、鄭桜桃は皇太后に立てられた。
11月、石遵は石苞・石鑑・汝陰王石琨・淮南王石昭らを集めて鄭桜桃の前で会議を開くと「閔（石閔）の臣下に有るまじき振る舞いが次第に明らかとなって来た。今これを誅殺したいと思うが、どう思うか」と問うと、石苞らはみな「そうすべきです！」と述べた。だが、鄭皇太后は「李城から兵を還した時、もし棘奴（石閔の幼名）が無くば、今日という日は無かったでしょう！少しの驕りは容赦なさい。どうしてすぐ殺そうとするのです！」と反対したので、取りやめとなった。その後、石鑑は石閔へこの事を密告したので、石遵は捕らえられて処刑され、鄭桜桃もまた誅殺された。
唐代の詩人である李頎は「鄭桜桃歌」という詩を作り、鄭桜桃がその美貌で後宮の寵愛を独り占めする様を表現している。また、後世の一部史書では鄭桜桃を美少年としているが、これは晋書などに記載がある『優童』という言葉から美しい男子であると勘違いしたものが誤って広まったのだといわれる。

## 男子
- 石邃
- 石遵